# Белоусов, Семён Григорьевич
Семён Григорьевич Белоусов (2 февраля 1913—1984) — капитан малого рыболовного сейнера рыболовецкого колхоза имени Ленина в Петропавловске-Камчатском. Герой Социалистического Труда.

## Биография
Родился 2 февраля 1913 года в селе Мамонтово. 
В детстве получил 3 класса школьного образования.
Прошёл военную службу в РККА. Уволен в запас в 1935 году.
С 1937 года работал матросом на пароходе "Второй снабженец".
В конце 1930-х переехал на Камчатку. Работал помощником механика на кавасаки, занимался тресковым промыслом в районе Авачинской губы.
В 1941 году стал членом рыболовецкого колхоза имени Сталина (с 1960 года - имени Ленина) в Петропавловске-Камчатском. В 1951 году окончил курсы судоводителей и занял должность штурмана. С 1960 по 1968 год работал капитаном малого рыболовного сейнера. Получил высокие показатели при добыче рыбы..
В 1968 году вышел на пенсию, однако, продолжал работать ещё 2 года.  
Позднее переехал в город Лебедин. 
Умер в 1984 году. Похоронен на Троицком кладбище в Лебедине.

## Награды
- Орден Ленина (1957)[1]
- Герой Социалистического Труда, Орден Ленина, Золотая медаль «Серп и Молот», за выдающиеся успехи в достижении высоких показателей добычи рыбы и производства рыбной продукции (1963) [1]